# Luca Pulci
Luca Pulci (La Cavallina, 3 dicembre 1431 – Firenze, 26 o 29 aprile 1470) è stato un poeta italiano.

## Biografia

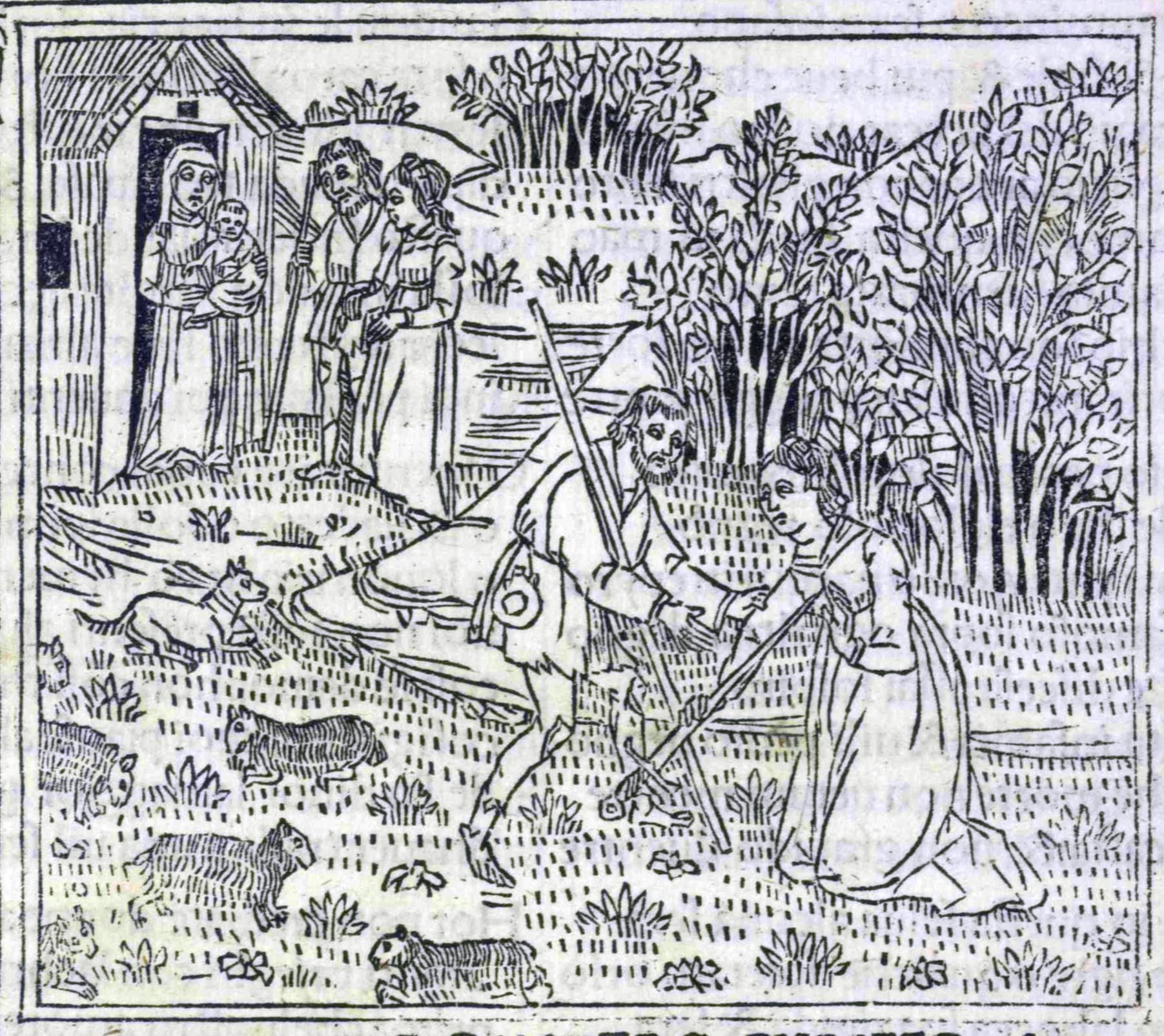
Illustrazione tratta dal poema cavalleresco Ciriffo Calvaneo, 1492

Primogenito di Iacopo di Francesco e da Brigida de' Bardi e fratello maggiore di pochi mesi del più famoso Luigi Pulci, Luca Pulci nacque nel comune di Barberino di Mugello, dove la famiglia originaria di Firenze era proprietaria della fattoria Il Palagio, presso la località nota come la "Cavallina". Per mantenere la sua numerosa famiglia dopo la morte del padre (i Pulci avevano in tutto cinque figli: Luca, Luigi, Bernardo, Costanza e Antonia), Luca intraprese la carriera finanziaria prima a Roma e poi a Firenze, dove si iscrisse nel 1460 all'Arte del Cambio i società con il fratello minore Bernardo. Tra la fine del 1464 e l'inizio del 1465, però, il loro banco fallì, lasciando la famiglia nei debiti. In seguito alla bancarotta, la famiglia fu costretta al confino nel Mugello da Piero de' Medici, dove rimase probabilmente per un paio d'anni. Concesso loro di rientrare in città nel 1468, Luca fu impiegato nella Zecca cittadina per circa un anno, fino al momento in cui non fu definitivamente allontanato perché accusato di atti illeciti (il suo avversario letterario, Matteo Franco, lo chiamerà effettivamente "ladro di zecca" nel suo Libro dei Sonetti, XXX, 11 e XXXII, 19). Nel 1469 fu incarcerato per debiti, ma, a partire da quella data, molti sono i punti incerti della sua vita: ignoto l'anno in cui si sarebbe sposato con Piera di Raimondo d'Amaretto Mannelli, dalla quale avrebbe poi avuto i tre figli Raffaello Maria, Agnoletta e Aldronessa, e tanto più ignote risultano le circostanzee della sua morte, occorsa il 29 aprile 1470, forse addirittura in prigione.
Nonostante la sua vita travagliata, Luca Pulci fu un poeta molto fecondo: durante nell'esilio in Mugello, tra il 1464 e il 1465, compose la sua opera principale, il poemetto eziologico in ottava rima in quattro libri noto come Driadeo d'amore, e tra il 1466 e il 1467 compose le Pìstole di Penneo, d'Africo e Tibro, una raccolta di lettere a tema amoroso anch'esse in terza rima su imitazione del genere delle Eroidi di Ovidio. In quegli stessi anni avrebbe iniziato la stesura del poema cavalleresco del Ciriffo Calvaneo, poi continuato alla sua morte dal fratello Luigi e da Bernardo Giambullari.